# (4192) Breysacher
(4192) Breysacher (provisorische Bezeichnung 1981 DH) ist ein Asteroid des Hauptgürtels zwischen Mars und Jupiter. Er wurde am 28. Februar 1981 in La Silla von dem belgischen Astronomen Henri Debehogne und dem italienischen Astronomen Giovanni de Sanctis (altern. DeSanctis) entdeckt.